# گونترسبرگه
گونترسبرگه (به آلمانی: Stadt Güntersberge) یک منطقهٔ مسکونی در آلمان است که در هارتسگروده واقع شده‌است. گونترسبرگه ۹۱۶ نفر جمعیت دارد.